# Ismo
Ismo ist ein finnischer männlicher Vorname.

## Namenstag
Namenstag ist der 23. November.

## Namensträger
- Ismo Falck (* 1966), finnischer Bogenschütze
- Ismo Leikola (* 1979), finnischer Standup-Komiker
- Ismo Kuoppala (* 1975), finnischer Eishockeyspieler
- Ismo Vorstermans (* 1989), niederländischer Fußballspieler